# حضيض العلاقات العرقية الأمريكية
وفقًا للمؤرخ ريفورد لوغان، كان حضيض العلاقات العرقية الأمريكية الفترة الزمنية من تاريخ الولايات المتحدة التي بدأت مع انتهاء عصر إعادة الإعمار في عام 1877 وامتدت حتى أوائل القرن العشرين، حين كان التمييز العرقي في البلاد أسوأ من أي فترة أخرى في تاريخها. خلال هذه الفترة، خسر الأمريكيون من أصول أفريقية الكثير من الحقوق المدنية التي اكتسبوها خلال عصر إعادة الإعمار. ازدادت أعمال العنف ضد ذوي البشرة السوداء، وحالات الشنق، والفصل العنصري، والتمييز العنصري في القانون، وازداد كذلك التعبير عن أفضلية العرق الأبيض.
وضع لوغان المصطلح في كتابه عام 1954 الزنوج في الحياة الأمريكية والفكر الأمريكي: الحضيض، 1877-1901. حاول لوغان تحديد السنة التي وصل عندها «وضع الزنوج في المجتمع الأمريكي» إلى الحد الأدنى. وجادل بأنها كانت في عام 1901، مقترحًا بأن العلاقات قد تحسنت بعد ذلك، على الرغم من آخرين كجون هوب فرانكلين وهنري آرثر كاليس جادلوا بأن الذروة كانت في تواريخ أخرى وصلت حتى عام 1923.
استمر استخدام المصطلح، وأبرز من استخدمه جيمس لويفن في كتبه، ولكنه استُخدم أيضًا من قبل باحثين آخرين. اختار لويفن تواريخ أخرى لاحقة، مناقشًا بأن عصر ما بعد إعادة الإعمار كان في الحقيقة عصرًا ساد فيه الأمل بالمساواة العرقية بسبب الدعم الشمالي المثالي للحقوق المدنية. وفي رأي لويفن فإن الحضيض الحقيقي بدأ فقط عندما انقطع دعم الجمهوريين الشماليين لحقوق الجنوبيين السود نحو عام 1890، واستمر حتى الحرب العالمية الثانية. تبع هذه الفترة أزمة مالية عام 1873 واستمرارٌ لهبوط أسعار القطن. وهي تتداخل مع كل من العصرين المُذهب والتقدمي، وكانت تتميز على الصعيد الوطني الأمريكي بظاهرة «قرى مغيب الشمس» أو «القرى الرمادية».
كان تركيز لوغان بشكل حصري على الأمريكيين من أصول أفريقية في الجنوب الأمريكي. ولكن الفترة التي حددها تمثل أيضًا أسوأ فترة من التمييز ضد الصينيين، والمضايقة والعنف على الشاطئ الغربي في الولايات المتحدة، (وكندا)، وتحديدًا بعد قانون استبعاد الصينيين الصادر عام 1882.

## خلفية تاريخية

### تعديلية إعادة الإعمار
في أوائل القرن العشرين، روج بعض المؤرخين البيض لمفهوم إعادة الإعمار كفترة مأساوية، عندما استخدم الجمهوريون، المتحفزون للانتقام وكسب الأرباح، الجنود لإجبار الجنوبيين على القبول بالحكومات الفاسدة والمدعومة من الشماليين عديمي الضمير والسود غير المؤهلين. رفض هؤلاء الباحثون بشكل عام فكرة أن السود يمكن أن يكونوا يومًا قادرين على الحكم.
يعتبر أنصار هذا الرأي البارزين من مدرسة دونينغ التي سميت باسم المؤرخ في جامعة كولومبيا المؤثر ويليام آرشيبالد دونينغ. وكتب أستاذ آخر في جامعة كولومبيا أن «البشرة السوداء تعني أن تكون عضوًا في ذرية رجال لم تصنع بنفسها... حضارةً من أي نوع».
إن رأي مدرسة دونينغ في إعادة الإعمار ساد لسنوات. وقد مُثل في فيلم المخرج د. دبليو. غريفيث الشهير ولادة أمة (1915) وإلى درجة ما في رواية مارغريت ميتشيل ذهب مع الريح (1934). وكان بعض المؤرخين اللاحقين قد رفضوا في تلك الفترة العديد من استنتاجات مدرسة دونينغ، وقدموا تقديرًا مختلفًا.

### تاريخ إعادة الإعمار
هناك إجماع اليوم باعتبار عصر إعادة الإعمار عصر المثالية والأمل، مع بعض الإنجازات العملية. وكان الجمهوريون الأصوليون الذين مرّروا التعديلين الرابع عشر والخامس عشر لوقت طويل محفزين بالرغبة في مساعدة المحررين. طرح المؤرخ الأمريكي الإفريقي دبليو. إي. ب. دو بويز هذا الرأي في عام 1910، ووسعه لاحقًا المؤرخان كينيث ستامب وإيريك فونر. كان لحكومات إعادة الإعمار الجمهورية حصتها من الفساد، ولكنها أفادت العديد من البيض، ولم تكن أكثر فسادًا من الحكومات الديمقراطية ولا، وعلى الأخص، الحكومات الجمهورية في الشمال.
كذلك فقد أسست حكومات إعادة الإعمار نظامًا تعليميًّا عامًّا ومؤسسات للشؤون الاجتماعية للمرة الأولى، وطورت التعليم للبيض والسود معًا، وحاولت تحسين الظروف الاجتماعية للعديد من الذين تركتهم الحرب الطويلة في حالة فقر. لم يسد ذوو البشرة السوداء في أي من حكومات الولايات في عصر إعادة الإعمار، بل إنهم لم يصلوا إلى مستوى من التمثيل المتساوي مع نسبتهم من التعداد السكاني في أي من الولايات.

## أصوله

### عنف عصر إعادة الإعمار
لسنوات عديدة بعد الحرب، أبدت الحكومة الفدرالية، مدفوعةً بالرأي الشمالي، رغبتها بالتدخل في حماية حقوق الأمريكيين السود. ولكن كان هناك حدود لجهود الجمهوريين لمصلحة السود: في واشنطن، لم يُمرر أبدًا مقترح إصلاح أرض صادر عن مكتب المحررين الذي منح السود قطعًا من أراضٍ زراعية يعملون بها (ما عرف بوعد الأربعين فدانًا والبغل). في الجنوب، جُردت العديد من الأحزاب المتشكلة من حق التصويت، ولكنها قاومت إعادة الإعمار بالعنف والتهديد. يذكر جيمس لويفن بين عامي 1865-1867، أنه عندما تحكم الديمقراطيون البيض بالحكومة، قتل البيض بمعدل رجل أسود واحد يوميًا في مقاطعة هايندز (ميسيسيبي). كانت مدارس السود مستهدفةً بشكل خاص: كانت تُحرق أبنية المدارس مرارًا ويُجلد المعلمون وأحيانًا يُقتلون. مجموعة الإرهاب بعد الحرب كو كلوكس كلان (كيه كيه كيه) نفذت بدعم محلي كبير هجومًا على المحررين وحلفائهم البيض، قُمعت المجموعة بواسطة الجهود الفدرالية وفق قوانين التنفيذ عام 1870-1871، ولكنها لم تختف وعادت مجددًا في بداية القرن العشرين.
على رغم هذا الفشل المتكرر، فقد استمر السود بالتصويت والدوام في المدارس. ارتفعت نسب محو الأمية، وانتُخب العديد من الأمريكيين من أصول أفريقية لمناصب محلية وعلى مستوى الولاية، وأصبح العديد منهم أعضاء في الكونغرس. وبسبب التزام مجتمع السود بالتعليم، أصبح غالبية السود متعلمين في عام 1900.
العنف المستمر في الجنوب والذي كان يحتدم بشكل خاص في وقت الحملات الانتخابية، أضعف عزيمة الشمال. الأمر الأبرز أنه بعد سنوات طويلة من الحرب الأهلية وخساراتها، كان الشماليون قد فقدوا عزيمتهم للالتزام الهائل بالمال والسلاح الذي كان مطلوبًا لإيقاف تمرد البيض. عطلت الأزمة المالية سنة 1873 الاقتصاد على المستوى الوطني مسببةً الكثير من الصعوبات. دبت الحياة في التمرد الأبيض من جديد بعد عشر سنوات من الحرب. شن الديمقراطيون البيض المحافظون حملات عنف بشكل متزايد في مذابح كولفاكس وكوشاتا في لويزيانا سنة 1873. شهد العام التالي تشكل مجموعات شبه عسكرية، مثل عصبة البيض في لويزيانا 1874 والقمصان الحمر في ميسيسبي وكارولاينا الشمالية والجنوبية، وقد عملت تلك المجموعات بكل صراحة على إبعاد الجمهوريين من مناصبهم، وتعطيل تنظيم السود، وتخويف وكبح الصوت الأسود. شجعوا التغطية الصحفية. وصفهم أحد المؤرخين بأنهم «الذراع العسكرية للحزب الديمقراطي».
وفي 1874، باستمرار الانتخاب الحكومي المتنازع عليه في عام 1972، حارب آلاف من ميليشيات عصبة البيض ضد شرطة نيو أورلينز وميليشيات ولاية لويزيانا وانتصروا. أخرجوا المحافظين الجمهوريين من الحكم ونصبوا الديمقراطي صموئيل د. ماكينري، وسيطروا على مبنى الكابيتول ومبنى الولاية ومستودع الأسلحة لعدة أيام، ومن ثم تراجعوا في مواجهة القوات الفيدرالية. هذا ما عُرف باسم «معركة مكان الحرية».

### نهاية إعادة الإعمار
نازع الشماليون واستسلموا في النهاية للجنوب، معترفين بعدم قدرتهم على التحكم بالعنف الانتخابي. وبدأ قادة التحرير من العبودية مثل هوريس غريلي بالتحالف مع الديمقراطيين في مهاجمة حكومات إعادة الإعمار. وفي عام 1875، كان هنالك أكثرية ديمقراطية في مجلس النواب. رفض الرئيس يوليسس إس. غرانت -وهو الجنرال الذي قاد الاتحاد للفوز في الحرب الأهلية- في البداية أن يرسل قوات إلى ميسيسبي في عام 1875 عندما طلب منه حاكم الولاية. أحاط العنف بالانتخابات الرئاسية عام 1876 في عدة مناطق، بادئًا حركة بهذا الاتجاه. وبعد الرئيس غرانت، مرت العديد من السنوات قبل أن يفعل أي رئيس شيئًا لتمديد حماية القانون لتطال المواطنين السود.